# Jakub Szulc
Jakub Maciej Szulc (ur. 21 grudnia 1973 w Kłodzku) – polski polityk i menedżer, poseł na Sejm V, VI i VII kadencji, w latach 2008–2012 sekretarz stanu w Ministerstwie Zdrowia, od 2024 wiceprezes Narodowego Funduszu Zdrowia.

## Życiorys
W 1998 ukończył studia na Wydziale Zarządzania Akademii Ekonomicznej w Poznaniu. W latach 1996–2005 pracował w bankach, był m.in. dyrektorem w pionie rynków międzynarodowych Banku BPH.
W 2005 został wybrany na posła V kadencji z listy Platformy Obywatelskiej w okręgu wałbrzyskim. Zasiadł w Komisji Regulaminowej i Spraw Poselskich oraz Komisji Finansów Publicznych. W wyborach parlamentarnych w 2007 ponownie uzyskał mandat poselski, otrzymując 12 310 głosów. W Sejmie VI kadencji ponownie był członkiem Komisji Finansów Publicznych.
W październiku 2008 został sekretarzem stanu w Ministerstwie Zdrowia. W wyborach do Sejmu w 2011 z powodzeniem ubiegał się o reelekcję, dostał 17 230 głosów. W sierpniu 2012 odwołano go ze stanowiska rządowego. W Sejmie VII kadencji pracował w Komisji Finansów Publicznych oraz Komisji Zdrowia.
W sierpniu 2014 złożył mandat poselski w związku z podjęciem pracy w koncernie Ernst & Young. Później zatrudniony w sieci laboratoriów Alab. 2 lipca 2024 objął stanowisko zastępcy prezesa Narodowego Funduszu Zdrowia.

## Wyniki w wyborach ogólnopolskich
| Wybory | Komitet wyborczy  | Komitet wyborczy      | Organ           | Okręg | Wynik        |
| ------ | ----------------- | --------------------- | --------------- | ----- | ------------ |
| 2005   |                   | Platforma Obywatelska | Sejm V kadencji | nr 2  | 5004 (2,55%) |
| 2007   | Sejm VI kadencji  | Platforma Obywatelska | 12 310 (4,54%)  | nr 2  |              |
| 2011   | Sejm VII kadencji | Platforma Obywatelska | 17 230 (7,64%)  | nr 2  |              |